# Bergüzar Korel
| Bergüzar Korel                            | Bergüzar Korel                            |
| Kattints az alábbi külső linkek egyikére! | Kattints az alábbi külső linkek egyikére! |
| ----------------------------------------- | ----------------------------------------- |
| Nem található szabad kép.(?)              |                                           |
| külső link · jogvédett                    | Portréja (an-ita.hupont.hu)               |

Bergüzar Gökçe Korel (Isztambul, 1982. szeptember 2. –) török színésznő, színházi darabokban és filmekben is egyaránt szerepel. Szülei elismert  színészek, Tanju Korel és Hülya Darcan. Testvére Zeynep néhány évig az Amerikai Egyesült Államokban élt.

## Élete
Bergüzar gyerekkorát a török Ulusuban töltötte. A Yıldız College középiskolába járt, majd színészetet tanult a Mimar Sinan főiskolán. Több sorozatban is szerepelt már, leghíresebb karaktere Şehrazat Evliyaoğlu (Seherezádé), melynek köszönhetően vált híressé Törökországban. A sorozatot Magyarországon 2011-ben mutatta be a TV2 kereskedelmi csatorna, ahol Bergüzar Korel magyar hangja Huszárik Kata volt. A színészkedésen kívül sokat foglalkozik a jótékonykodással is, az utcán élő gyerekeken segít.
Bergüzar Korelnek azt mondták ne is álmodjon Şehrazat szerepéről 23 évesen. A fiatal lány aztán mégis eljátszhatta Seherezádét, így milliók kedvence lett. Sőt a szerelem is megtalálta a sorozatnak köszönhetően: a történet gonosz főnöke Halit Ergenç lett a férje és gyermekei édesapja. Közös gyermekük, Ali 2010-ben született.
A Totally Spies című animációs mesefilmben ő Sam török hangja.

## Filmográfia

### Film
- Şen Olasın Ürgüp (1999)
- Farkasok völgye: Irak: Leyla (2006)
- Aşk Geliyorum Demez: Gozde (2009)
- Bir Aşk İki Hayat: Deniz (2019)
- Stuck Apart: Füsun (2021)

### Televízió
- Kırık Hayatlar (1998)
- Cemalım: Suna (2001)
- Zeytin Dalı: Iklim (2005)
- Emrah Adak (2006)
- Seherezádé: Şehrazat Evliyaoğlu (2006–2009) (Magyar hang: Huszárik Kata)
- Bitmeyen Şarkı: Feraye (2010–2011)
- Szulejmán: Signora Monica Teresa Gritti (2011) (Magyar hang: Wégner Judit)
- Karadayı: Feride Şadoğlu (2012–2015)
- Vatanım Sensin (Sebzett szív): Azize (2016–2018) (Magyar hang: Huszárik Kata)